# 남극조약
남극조약(南極條約, 영어: Antarctic Treaty, Antarctic Treaty System, ATS)은 남극대륙의 평화적 이용을 위해 정한 조약이다.

## 개요
남극조약과 관련 협정을 묶은 남극조약 체제(南極條約體制)는 지구에서 유일하게 사람이 살지 않는 대륙인 남극에 관한 규정이다. 미국과 소련을 비롯한 12개 나라가 모여 체결했다. 남극의 평화적 이용, 과학 조사와 교류의 허용, 영유권 주장 금지, 군사 행동의 금지 등을 담고 있다. 남극 조약은 냉전이 시작된 이후에 처음으로 맺어진 군비 규제 협정이다.

## 남극 조약 체제

남극 조약 기

그레이엄 바트만이 제안한 남극기

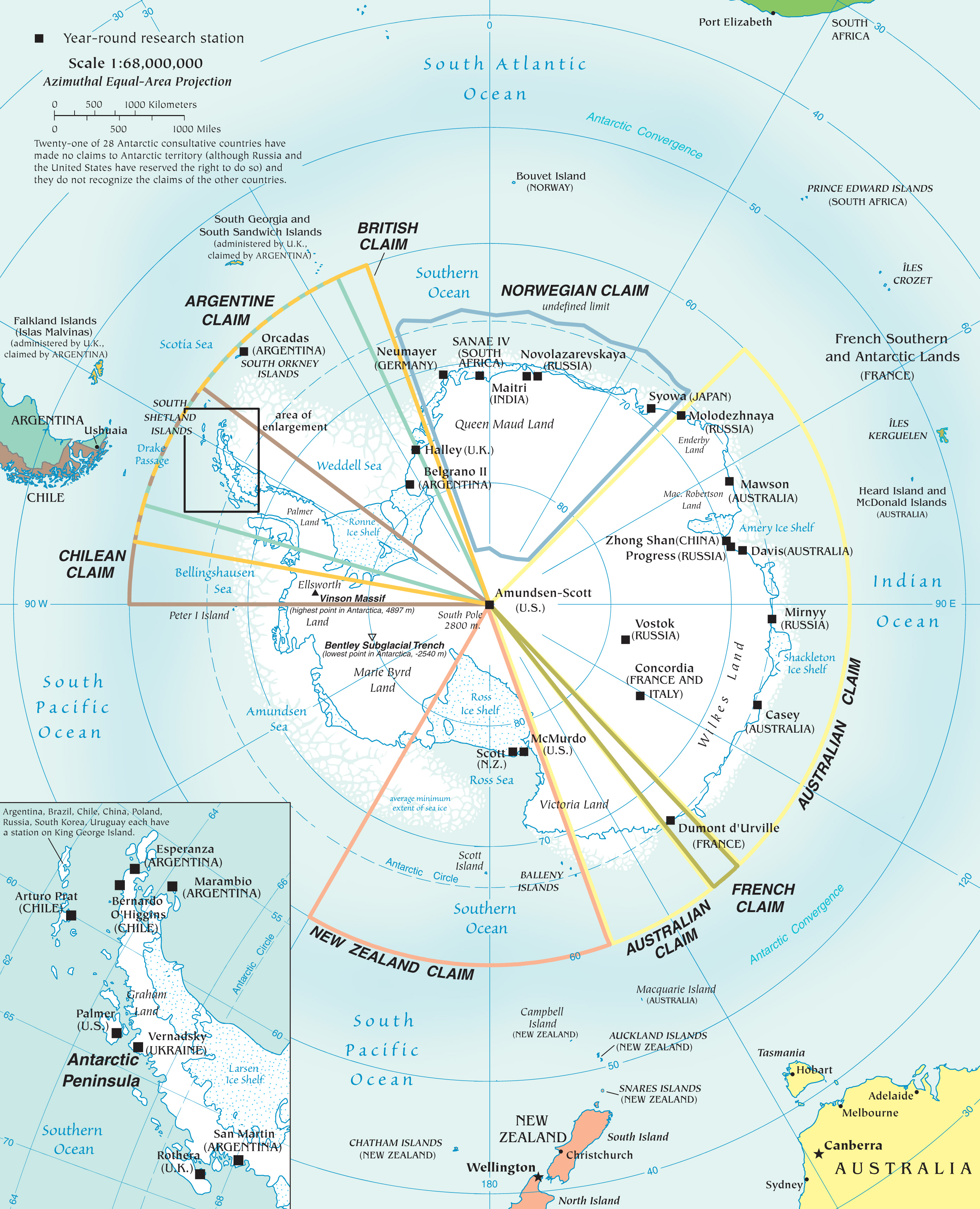
남극의 기지와 영유권 주장 현황

### 남극 조약
남극 조약은 1959년 12월 1일에 맺어져 1961년 6월 23일부터 그 효력을 발휘했다. 1957년/1958년의 국제지구관측의 해를 맞아 남극에서 활동중인 12개 나라를 미국이 초청한 회의에서 조약이 논의되었다. 이 때 초대받은 나라는 남아프리카 연방·노르웨이·뉴질랜드·미국·벨기에·소비에트 연방·아르헨티나·영국·오스트레일리아·일본·칠레·프랑스이다.

### 남극 조약의 내용
주된 내용은 남극에 대해 어떠한 영유권도 항구적으로 인정하지 않는다는 내용이며, 그 밖에도 남극 지역에서의 핵실험을 금지하는 조항과 남극 지역에 대한 평화적인 이용, 그리고 남극 지역에서 채굴되는 모든 자원을 연구용으로만 이용할 수 있다는 내용(조난 시에는 예외)이 들어가 있다. 그러나, 남극 조약의 자문 회원국 중에서 남극 지역의 일부에 대한 영유권을 주장하는 나라가 있는데, 영국(영국령 남극 지역), 프랑스(프랑스령 남부와 남극 지역), 뉴질랜드(뉴질랜드령 남극 지역), 노르웨이(퀸모드랜드), 오스트레일리아(오스트레일리아령 남극 지역), 칠레(칠레령 남극 지역), 아르헨티나(아르헨티나령 남극)등이 있다. 이들 국가들의 영유권 주장에 대한 논란이 있으며 대체로 국제 사회에서 인정되지 않는 분위기다. 브라질도 남극 대륙의 일부에 대한 영유권을 주장하고 있지만, 남극 조약에 따른 국제 사회의 비판을 의식하여 공식적으로 이 주장을 확실시하지는 않았다.

## 관련 협정
그 밖에 환경 보존에 관한 여러 협정이 추가로 맺어졌다.

## 회원국
매년 "남극 조약 자문 회의"를 통해 남극 지역의 운영과 관리를 논의하고 있다. 남극 조약 가입 53개 나라 중 29개 나라가 이 회의에 참석할 수 있다. 자문 회원국이라고 하며, 처음 조약을 가입한 12개 나라 이외에 남극에서 과학 활동을 벌이고 있는 17개 나라를 포함한다. 이 추가 회원국은 네덜란드·대한민국·독일·불가리아·브라질·스웨덴·에스파냐·에콰도르·우루과이·우크라이나·이탈리아·인도·중화인민공화국·체코·페루·폴란드·핀란드이다.
나머지 24개 비자문 회원국은 과테말라·그리스·덴마크·루마니아·말레이시아·모나코·몽골·베네수엘라·벨라루스·스위스·슬로바키아·아이슬란드·에스토니아·오스트리아·조선민주주의인민공화국·카자흐스탄·캐나다·콜롬비아·쿠바·튀르키예·파키스탄·파푸아뉴기니·포르투갈·헝가리이다.

### 영유권 주장 회원국
- 노르웨이
- 뉴질랜드
- 아르헨티나
- 영국
- 오스트레일리아
- 칠레
- 프랑스

### 영유권 비주장 자문 회원국
(괄호 안의 숫자는 자문 회원국이 된 해. 숫자가 없으면 조약 창립국)
- 남아프리카 공화국 (조약 창립 당시에는 남아프리카 연방)
- 네덜란드 (1990)
- 대한민국 (1989)
- 독일 (1981)
- 러시아 (조약 창립 당시에는 소련)
- 미국
- 벨기에
- 불가리아 (1998)
- 브라질 (1983)
- 스웨덴 (1988)
- 스페인 (1988)
- 에콰도르 (1990)
- 우루과이 (1985)
- 우크라이나 (2004)
- 이탈리아 (1987)
- 인도 (1983)
- 일본
- 중화인민공화국 (1985)
- 체코 (1993, 1962년부터 1992년까지는 체코슬로바키아)
- 페루 (1989)
- 폴란드 (1977)
- 핀란드 (1989)

### 비자문 회원국
(괄호 안은 조약 가입년도)
- 과테말라 (1991)
- 그리스 (1987)
- 덴마크 (1965)
- 루마니아 (1971)
- 말레이시아 (2011)
- 모나코 (2008)
- 몽골 (2015)
- 베네수엘라 (1999)
- 벨라루스 (2006)
- 사우디아라비아 (2024)
- 산마리노 (2023)
- 스위스 (1990)
- 슬로바키아 (1993, 1962년부터 1992년까지는 체코슬로바키아)
- 슬로베니아 (2019)
- 아랍에미리트 (2024)
- 아이슬란드 (2015)
- 에스토니아 (2001)
- 오스트리아 (1987)
- 조선민주주의인민공화국 (1987)
- 카자흐스탄 (2015)
- 캐나다 (1988)
- 코스타리카 (2022)
- 콜롬비아 (1989)
- 쿠바 (1984)
- 튀르키예 (1995)
- 파키스탄 (2012)
- 파푸아뉴기니 (1981)
- 포르투갈 (2010)
- 헝가리 (1984)

## 같이 보기
- 세종 과학 기지
- 남극의 영유권 주장 목록